# Osiem uderzeń zegara
Osiem uderzeń zegara – zbiór opowiadań autorstwa Maurice’a Leblanca opisujący przygody Arsène’a Lupin. Wydany po raz pierwszy na łamach gazety „Excelsior” w grudniu 1922 roku. Książka ukazała się w księgarniach w lipcu 1923 roku.
W Polsce powieść ukazała się w serii Klasyka Kryminału (Biblioteka Bluszcza), w cyklu Arsène Lupin (tom: 15). W 2022 zbiór opowiadań został ponownie opublikowany po polsku w nowym tłumaczeniu.

## Rozdziały
Książka w oryginale składa się z następujących rozdziałów:
- I – Au sommet de la tour
- II – La Carafe d’eau
- III – Thérèse et Germaine
- IV – Le Film révélateur
- V – Le Cas de Jean-Louis
- VI – La Dame à la hache
- VII – Des pas sur la neige
- VIII – « Au dieu Mercure »